# Pappogeomys bulleri
Pappogeomys bulleri är en däggdjursart som först beskrevs av Thomas 1892.  Pappogeomys bulleri ingår i släktet Pappogeomys och familjen kindpåsråttor. IUCN kategoriserar arten globalt som livskraftig.
Inga underarter finns listade i Catalogue of Life. Wilson & Reeder (2005) skiljer mellan 8 underarter.
Denna gnagare förekommer i västra Mexiko i delstaterna Nayarit, Jalisco och Colima. Arten vistas i låglandet och i bergstrakter upp till 3200 meter över havet. Habitatet utgörs av skogar med ek och barrträd. Pappogeomys bulleri hittas ofta nära jordbruksmark. Den äter rötter, gräs, örter och delar av buskar.
Individerna blir med svans 19,5 till 27,5 cm långa, svanslängden är 6,0 till 9,8 cm och vikten varierar mellan 90 och 270 g. Arten har 2,6 till 3,6 cm långa bakfötter och 0,4 till 0,6 cm stora öron. I torra regioner är pälsen inte tät. Den har på ovansidan en mörkbrun, svartbrun eller rödbrun färg och undersidan är lite ljusare. På de övre framtändernas framsida förekommer en fåra. Pappogeomys bulleri har en diploid kromosomuppsättningen med 56 kromosomer (2n=56). Tandformeln är I 1/1, C 0/0, P 1/1, M 3/3, alltså 20 tänder i hela tanduppsättningen.
Arten gräver sina underjordiska bon främst i sandig mark, ibland nära klippor. Honor kan bli brunstiga under alla årstider och per kull föds en unge. Pappogeomys bulleri delar reviret med Cratogeomys fumosus men den senare föredrar mer öppna ställen.